# Chinese Taipei Open 1995
Die Chinese Taipei Open 1995 im Badminton fanden vom 10. bis zum 15. Januar 1995 in Taipeh statt. Das Preisgeld betrug 125.000 US-Dollar, was dem Turnier zu einem Fünf-Sterne-Status im Grand-Prix-Circuit verhalf.

## Austragungsort
- Municipal Sport Center

## Sieger und Platzierte
| Disziplin    | Gold                                    | Silber                                | Bronze                         |
| ------------ | --------------------------------------- | ------------------------------------- | ------------------------------ |
| Herreneinzel | Hermawan Susanto                        | Lee Kwang-jin                         | Rashid Sidek                   |
| Herreneinzel | Hermawan Susanto                        | Lee Kwang-jin                         | Thomas Stuer-Lauridsen         |
| Dameneinzel  | Lim Xiaoqing                            | Yuliani Santosa                       | Lidya Djaelawijaya             |
| Dameneinzel  | Lim Xiaoqing                            | Yuliani Santosa                       | Jaroensiri Somhasurthai        |
| Herrendoppel | S. Antonius Budi Ariantho Denny Kantono | Yap Yee Guan Yap Yee Hup              | Michael Søgaard Henrik Svarrer |
| Herrendoppel | S. Antonius Budi Ariantho Denny Kantono | Yap Yee Guan Yap Yee Hup              | Simon Archer Chris Hunt        |
| Damendoppel  | Helene Kirkegaard Rikke Olsen           | Gillian Gowers Lisbet Stuer-Lauridsen | Ann Jørgensen Lotte Olsen      |
| Damendoppel  | Helene Kirkegaard Rikke Olsen           | Gillian Gowers Lisbet Stuer-Lauridsen | Kim Mee-hyang Kim Shin-young   |
| Mixed        | Jens Eriksen Rikke Olsen                | Kim Dong-moon Kim Shin-young          | Michael Søgaard Gillian Gowers |
| Mixed        | Jens Eriksen Rikke Olsen                | Kim Dong-moon Kim Shin-young          | Simon Archer Julie Bradbury    |

## Finalergebnisse
| Disziplin    | Sieger                                  | Finalist                              | Ergebnis          |
| ------------ | --------------------------------------- | ------------------------------------- | ----------------- |
| Herreneinzel | Hermawan Susanto                        | Lee Kwang-jin                         | 15-2, 18-13       |
| Dameneinzel  | Lim Xiaoqing                            | Yuliani Santosa                       | 11-1, 11-5        |
| Herrendoppel | Denny Kantono S. Antonius Budi Ariantho | Yap Yee Hup Yap Yee Guan              | 15-7, 14-18, 15-2 |
| Damendoppel  | Rikke Olsen Helene Kirkegaard           | Lisbet Stuer-Lauridsen Gillian Gowers | 15-5, 15-5        |
| Mixed        | Jens Eriksen Rikke Olsen                | Kim Dong-moon Kim Shin-young          | 15-10, 15-5       |